# حفاز غرابز
حفّاز غرابز هو معقد كربيني للروثينيوم يستخدم كحفّاز في تفاعلات التبادل الأوليفيني، وهو مسمّىً نسبةً للكيميائي روبرت غرابز الذي تمكّن من تحضيره لأول مرّة. يوجد جيلين من حفازات غرابز.
على العكس من الحفازات الأخرى المستخدمة في تفاعل التبادل الأوليفيني، فإن لحفازات غرابز القدرة على تحمّل مجموعات وظيفية على الألكين، كما أنه يتوافق مع العديد من المذيبات العضوية.

## حفاز الجيل الأول
تستخدم الجيل الأول من حفازات غرابز في تفاعلات التبادل الأوليفيني وتفاعل بلمرة تبادل فاتح للحلقة Ring opening metathesis polymerisation وتفاعل بلمرة تبادل الأوليفين اللاحلقي، وتفاعل تبادل مغلق للحلقة Ring-closing metathesis. يحضّر الحفّاز بسهولة من ثنائي كلورو ثلاثي(ثلاثي فينيل فوسفين) الروثينيوم الثنائي  وفينيل ديازو الميثان وثلاثي حلقي هكسيل الفسفين، وذلك في اصطناع الإناء الواحد.

## حفاز الجيل الثاني
إن للجيل الثاني من حفاز غرابز الاستخدامات نفسها التي للجيل الأول، إلا أن الجيل الثاني يمتاز بنشاط كيميائي أكبر. كما أنه يمتاز بأنه ثابت تجاه الرطوبة والهواء، بالتالي فإن التعامل به سهل نسبياً.
قامت مجموعة بحث بقيادة نولان Nolan بنشر بحث علمي في عام 1999 عن استخدام حفّاز يعتمد على وجود كربين مرتبط بحلقة غير مشبعة لا متجانسة نيتروجينية (3,1-مضاعف(6,4,2-ثلاثي ميثيل فينيل) ثنائي هيدرو الإيميدازول). بالمقابل قامت مجموعة غرابز بنشر بحث عن استخدام شكل مشبع من الحفاز السابق في وقت لاحق من نفس العام.
في الجيل الثاني من الحفاز تحل مجموعة كربين حلقي لا متجانس نيتروجيني محل ربيطة فسفسن في المعقد، بالتالي يكون الروثينيوم متسانداً إلى مجموعتي كربين.

## الاستخدامات
في أحد الأمثلة يحضّر شكل حلول في الماء من حفازات غرابز وذلك بوصل بولي إيثيلين غليكول إلى مجموعة إيميدازولين. ينزع البروتون من ملح الإيميدازولينيوم الناتج بواسطة مضاعف(ثلاثي ميثيل سيليل) أميد البوتاسيوم KHMDS إلى وسط التفاعل ليعطي معقد كربين حلقي لا متجانس نيتروجيني، والذي يحل محل ربيطة فسفين ليعطي الشكل المعدّل من معقد الروثينيوم.
يستخدم الحفاز الناتج في تفاعل التبادل المغلق للحلقة لمركب دييني حامل لمجموعة أمونيوم:
إحدى الأمثلة على تطبيقات محتملة لحفازات غرابز هي استخدامها كمادة مضافة في بناء هياكل السفن الفضائية. من المعروف أن هياكل السفن الفضائية متينة، لكنها مع مرور الوقت قد تتعرض لشقوق مكروئية. في حال وجود حفاز غرابز مع وجود كبسولات من ثنائي حلقي البنتاديين، والتي من الممكن أن تخضع لتفاعل بلمرة تبادل فاتح للحلقة، فإنه من الممكن في حال وجود تشقق أن يتبلمر المركب الحلقي وفقا لذلك مغطياً التشقق.